# Anoplodesmus malayanus
Anoplodesmus malayanus är en mångfotingart som först beskrevs av Sergei I. Golovatch 1993.  Anoplodesmus malayanus ingår i släktet Anoplodesmus och familjen orangeridubbelfotingar. Inga underarter finns listade i Catalogue of Life.